# Rakovina
Rakovinë en albanais et Rakovina en serbe latin (en serbe cyrillique : Раковина) est une localité du Kosovo située dans la commune/municipalité de Gjakovë/Đakovica, district de Gjakovë/Đakovica (Kosovo) ou de Pejë/Peć (Serbie). Selon le recensement kosovar de 2011, elle compte 561 habitants.

## Histoire
Sur le territoire du village se trouve un site archéologique qui remonte à la Préhistoire, à l'Antiquité et au Moyen Âge, proposé pour une inscription sur la liste des monuments culturels du Kosovo.

## Démographie

### Évolution historique de la population dans la localité
| 1948 | 1953 | 1961 | 1971 | 1981 | 1991 | 2011 |
| ---- | ---- | ---- | ---- | ---- | ---- | ---- |
| 81   | 106  | 125  | 152  | 190  | 207  | 561  |

|  |

### Répartition de la population par nationalités (2011)
En 2011, les Albanais représentaient 94,83 % de la population.